# Otto Antrick

Otto Antrick

Otto Friedrich Wilhelm Antrick (* 24. November 1858 in Landsberg an der Warthe; † 7. Juli 1924 in Braunschweig) war ein deutscher Industrieller (Zigarettenfabrikant und -händler) und Politiker (SPD). Anfang der 1920er Jahre hatte er als Direktor die Leitung des Landesernährungsamts von Braunschweig inne.

## Leben
Antrick besuchte von 1864 bis 1872 die Volksschulen in Thorn, Berlin, Landsberg und Danzig und begann anschließend zunächst als Schiffsjunge zu arbeiten, da sein Vater Schiffseigentümer war. Er schloss sich 1876 der SPD an und war 1889 Mitglied und Vorsitzender der SPD-Agitationskommission in Brandenburg. Von 1904 bis 1906 war er Ratsmitglied der Stadt Berlin und von 1906 bis 1919 Parteisekretär in Braunschweig.

## Politische Laufbahn
Dem Reichstag des Deutschen Kaiserreiches gehörte er von 1893 bis 1903 an. Antrick hält bis heute den Rekord für die längste Redezeit in einem deutschen Parlament: Am 13. Dezember 1902 sprach er insgesamt 8 Stunden lang im Reichstag und verzögerte so (Filibuster) eine Abstimmung zur Erhöhung der Getreidezölle.
Dabei leitete er seine Rede mit folgenden Worten ein: „Für mich ist das kein Spaß, für mich ist das eine Anstrengung, aber ich erfülle hier meine Pflicht […] Ich werde – solange meine physischen Kräfte ausreichen – diese Stelle [das Rednerpult] nicht verlassen, Sie mögen machen, was Sie wollen.“ Heutzutage könnte dieser Rekord nicht mehr gebrochen werden, da die Abgeordneten des Deutschen Bundestages nach der Berliner Stunde debattieren. Von Januar 1912 bis November 1918 war er erneut (für den Reichstagswahlkreis Herzogtum Braunschweig 3) Abgeordneter des Deutschen Reichstages. Von 1918 bis zu seinem Tode war er Mitglied des Braunschweigischen Landtags.
Nach dem Ersten Weltkrieg war Antrick Mitglied im braunschweigischen Rat der Volksbeauftragten und dort vom 1. März 1919 bis zum 30. April 1919 für das Ressort Handel und Verkehr zuständig. Er amtierte vom 26. Juni 1919 bis zum 22. Juni 1920 als Staatsminister für Ernährung, Handel und Verkehr in der von Ministerpräsident Heinrich Jasper geführten Landesregierung und vom 25. November 1921 bis zum 28. März 1922 als Staatsminister für Handel, Verkehr, Domänen, Forsten und Finanzen in der von Ministerpräsident August Junke geleiteten Landesregierung. Vom 28. März bis zum 22. Mai 1922 war er kommissarischer Ministerpräsident des Freistaates Braunschweig.
Privates
Antrick war zweimal verheiratet und hatte einen Sohn Otto Antrick (17. April 1909–1984), der zuletzt an der Universität Gießen Politikwissenschaft lehrte.